# Golica (Železniki, Slovenija)
Golica je naselje u slovenskoj Općini Železniku. Golica se nalazi u pokrajini Gorenjskoj i statističkoj regiji Gorenjskoj. 

## Stanovništvo
Prema popisu stanovništva iz 2002. godine naselje je imalo 49 stanovnika.